# Паррано
Паррано (італ. Parrano) — муніципалітет в Італії, у регіоні Умбрія, провінція Терні.
Паррано розташоване на відстані близько 115 км на північ від Рима, 36 км на південний захід від Перуджі, 55 км на північний захід від Терні.
Населення — 571 особа (2014).

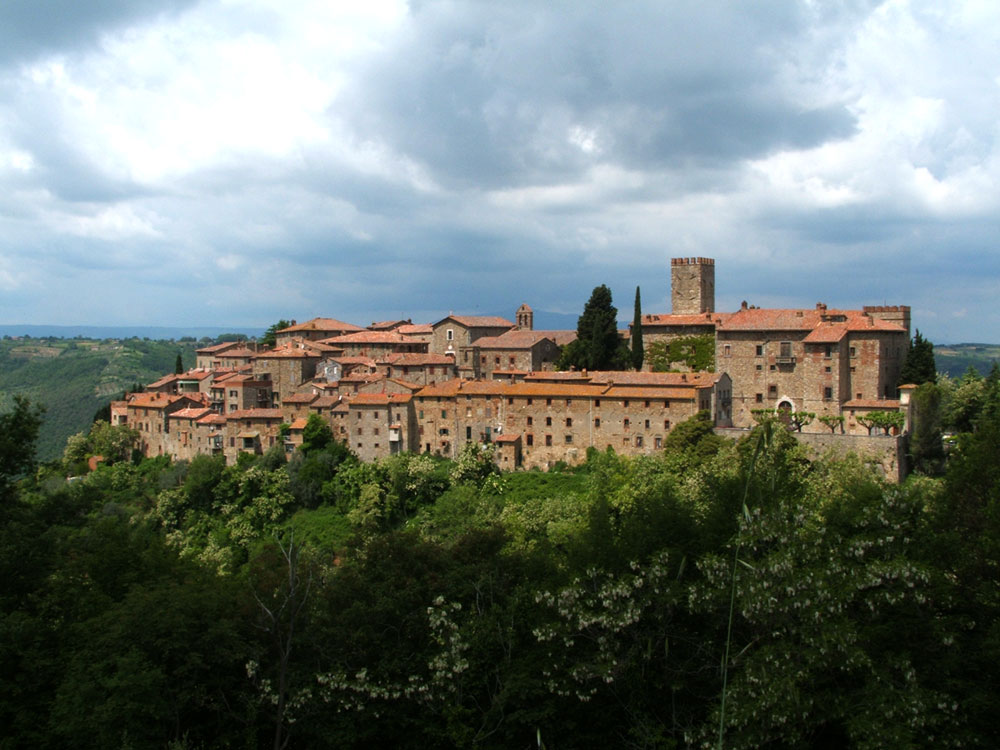

Щорічний фестиваль відбувається 3 лютого. Покровитель — святий Власій.

## Демографія
Населення за роками:

Станом на 1 січня 2023 року в муніципалітеті офіційно проживало 47 іноземців з 12 країн, серед них 39 громадян країн Євросоюзу.

## Сусідні муніципалітети
- Фікулле
- Монтегаббьоне
- Сан-Венанцо